# Nemeter

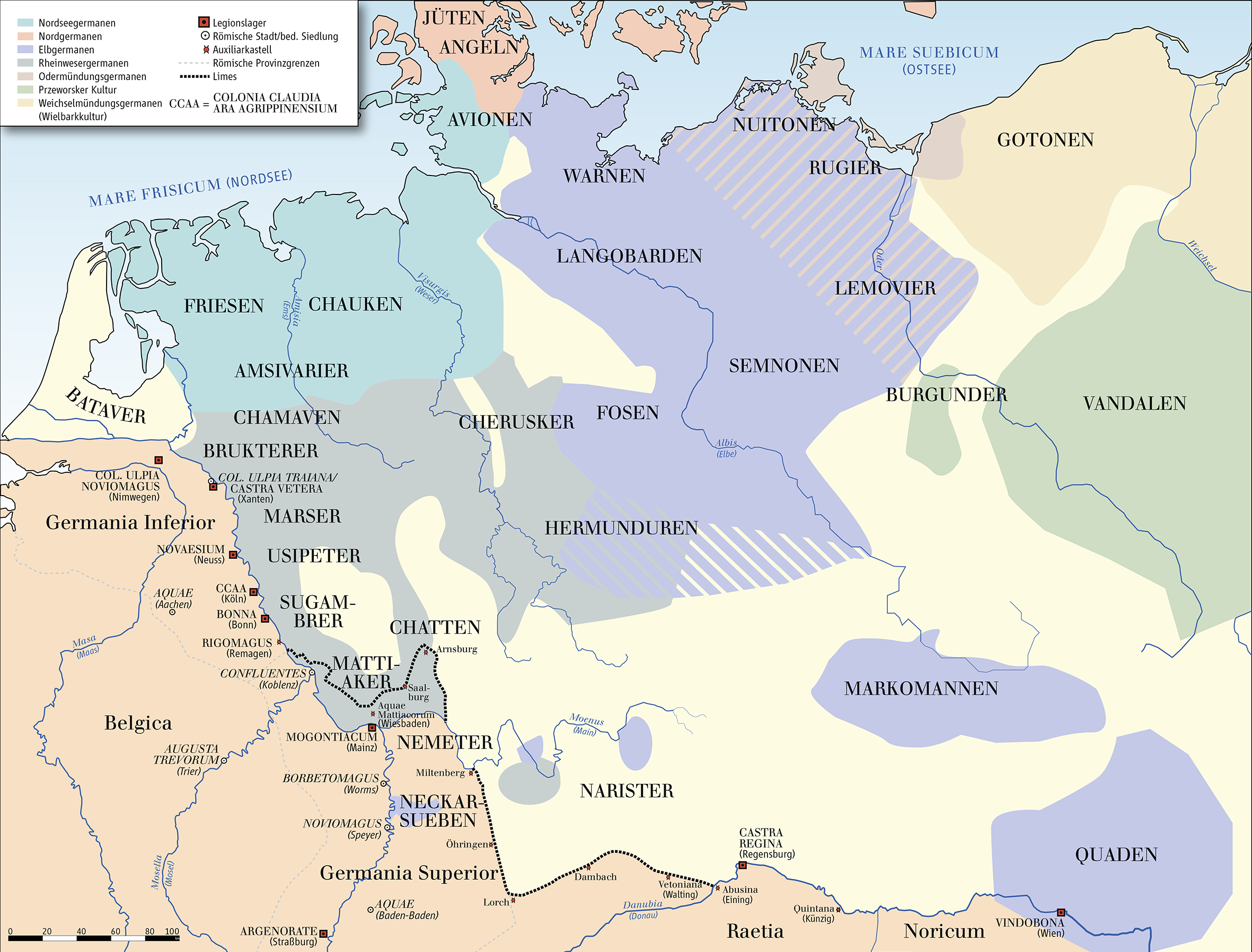
Karta över olika germanska folk runt år 50–100.

Nemeter var ett av de folk som Tacitus nämner bland de som bodde väster om Rhen vid floden Neckar. Om de var germaner eller kelter (galler) är dock osäkert.
Den tyska staden Speyer på Rhens västra strand kallades under romersk tid Civitas Nemetum eller Augusta Nemetum och var en centralort för nemeterna.